# Leptotes reakirti
Leptotes reakirti är en fjärilsart som beskrevs av William D. Field 1936. Leptotes reakirti ingår i släktet Leptotes och familjen juvelvingar. Inga underarter finns listade i Catalogue of Life.